# Passeig de Gràcia
|  | Per a altres significats, vegeu «estació de Passeig de Gràcia». |

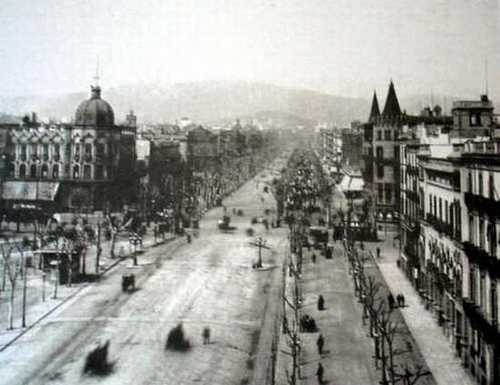
El passeig cap al començament del, des del Portal de l'Àngel

El passeig de Gràcia és una de les avingudes principals de Barcelona i també una de les seves àrees comercials i de negocis més importants. A més, és aparador de destacats edificis de l'arquitectura modernista a la ciutat, amb obres de Gaudí, Domènech i Montaner, Puig i Cadafalch i Enric Sagnier. La Casa Batlló i la Pedrera, situades al passeig, són Patrimoni de la Humanitat.
És a la Dreta de l'Eixample, tot i que en una posició molt central, i connecta la plaça de Catalunya, a la banda de mar, amb el carrer Gran de Gràcia, a la banda de muntanya. Fa 1.6 km de llarg i travessa tot l'Eixample; a més, el passeig de Gràcia és, de lluny, el carrer més ample de la ciutat, amb 42 metres d'amplitud.
Té les estacions de metro de Plaça Catalunya (línies 1, 3, 6 i 7), Passeig de Gràcia (línies 2, 3 i 4) i Diagonal (línies 3, 5, 6 i 7). També es troba proper a les parades del Metro del Vallès de FGC Plaça Catalunya i Provença. A la cantonada amb la plaça de Catalunya hi ha una estació de Rodalies de Catalunya. A la confluència amb el carrer d'Aragó hi ha una altra estació de Rodalies de Catalunya i d'ADIF (Passeig de Gràcia). Té diverses parades d'autobús: urbans diürns i nocturns, metropolitans diürns i nocturns, i regionals; així com estacions del Bicing i parades de taxi.
Durant la República dugué el nom de Francesc Pi i Margall, primer com a carrer (1931-1937) i després com a passeig (1937-1939).

## Història

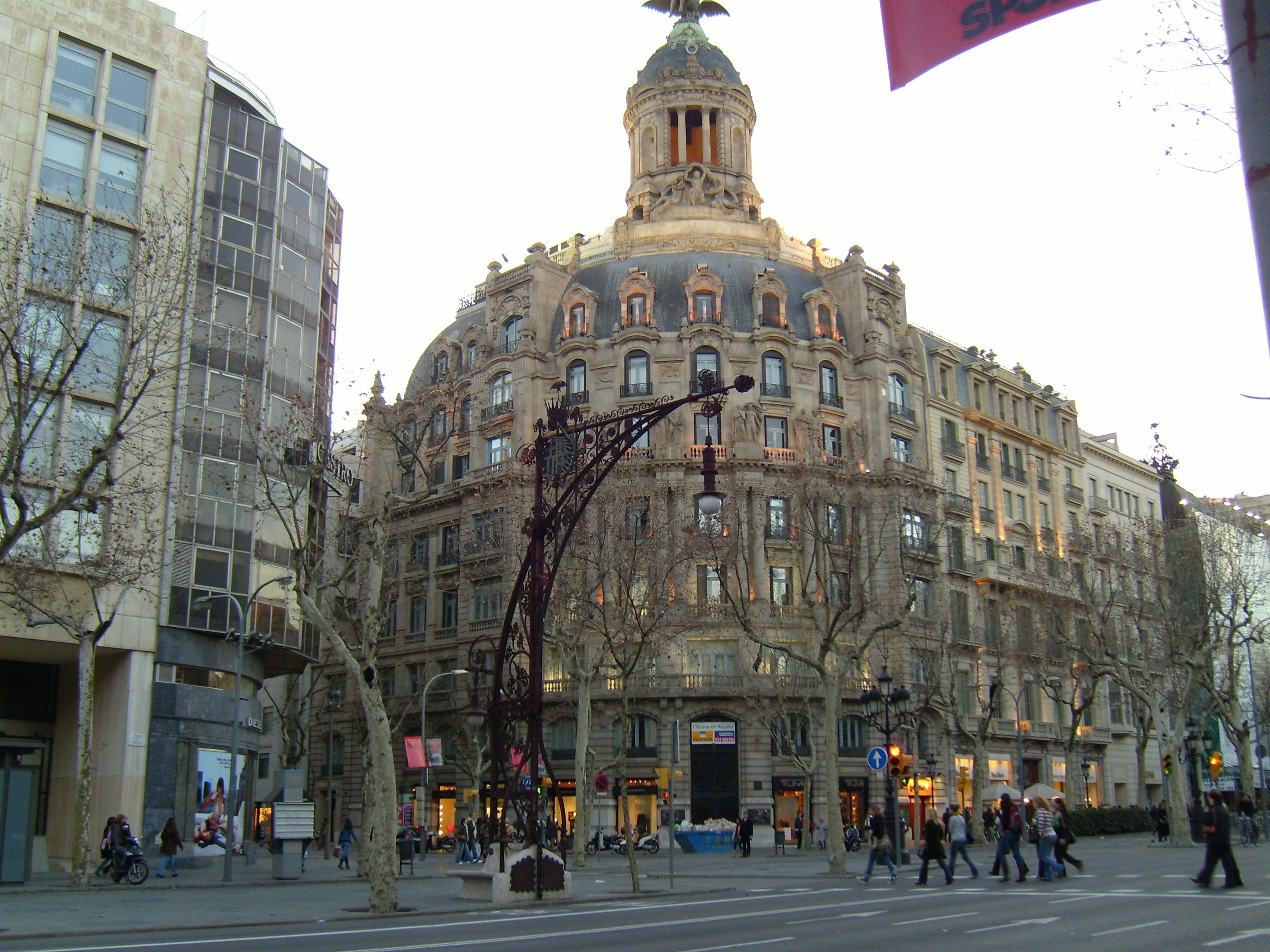
Cantonada del passeig de Gràcia amb el carrer de la Diputació, amb l'edifici de La Unión y el Fénix i un dels bancs de trencadís blanc amb fanal

L'antic camí de Jesús, de tipus quasi rural, flanquejat per horts i cases rurals, era la via principal per anar de la vila de Gràcia (municipi independent fins al 1897) fins a Barcelona, per on s'entrava a través del portal de l'Àngel. El primer projecte d'urbanització, ideat per l'Ajuntament liberal de la ciutat, data de 1821 i fou obra de Ramon Plana, que va haver de parar les obres al cap de poc a causa d'una sèrie d'epidèmies que assolaven Barcelona en aquella època. Amb la caiguda del govern liberal arran de la tornada de l'absolutisme el 1824, el projecte fou reprès pel capità general de Catalunya Francisco Bernaldo de Quirós, marquès de Campo Sagrado. Es volia fer un camí espaiós amb una calçada ampla i plana que permetés una millor circulació de carruatges i cavalls. El nou passeig, inaugurat el 1827, feia 42 metres d'ample i va esdevenir el lloc favorit on l'aristocràcia va exhibir les seves habilitats en l'art de muntar a cavall i els seus cotxes luxosos al llarg del segle xix. En aquesta època el passeig va esdevenir un dels llocs d'esbarjo més coneguts de la ciutat, amb cafès, restaurants, sales de ball, atraccions i teatres d'estiu, com el Jardí de les Delícies, els Camps Elisis i el seu teatre, el Teatre Tívoli, el Jardí d'Euterpe, el Prado Catalán, el Teatre de la Sarsuela, el Teatre de Varietats, el Jardí Espanyol, el Teatre Novedades, els jardins i el Teatre del Bon Retir, etc.
Fins i tot va disposar d'enllumenament de gas a partir de 1853.
Aquesta avinguda havia de ser un eix determinant en el procés d'instauració del projecte d'Eixample de Cerdà i, entre els anys 1860-1890, entorn del passeig es va definir un nucli residencial de baixa densitat constituït en gran part per edificis unifamiliars. A la dècada dels noranta, de mica en mica tot aquest sector de la ciutat va anar adquirint un protagonisme comercial que va anar atraient la burgesia i que va fer que s'anessin substituint les cases aïllades amb jardí per edificis de pisos.

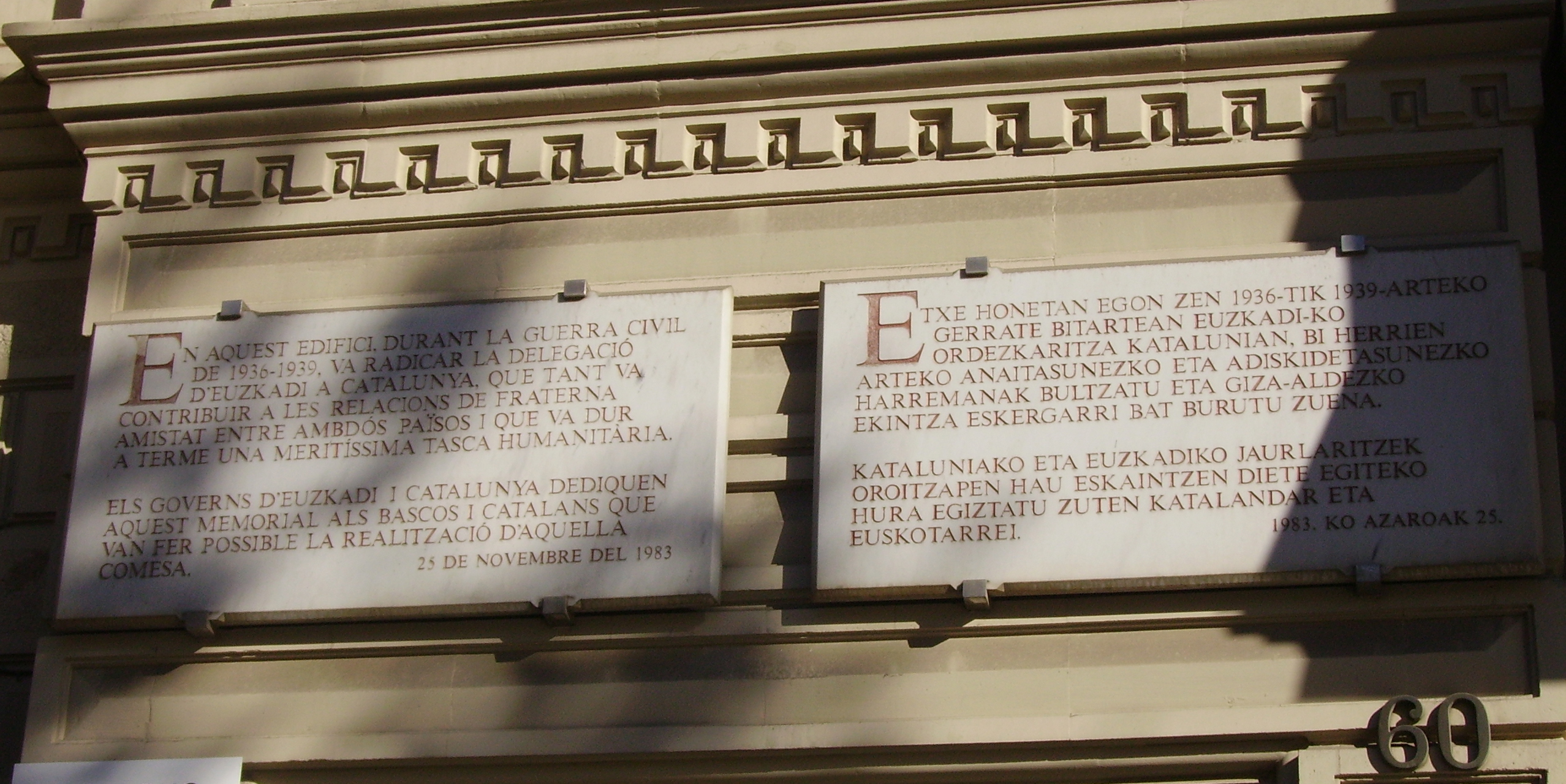
Placa commemorativa de la presència de la seu del Govern Basc a la casa Olano, al número 60 del passeig de Gràcia

Finalment, entre 1900 i 1914 el passeig de Gràcia va consolidar-se com el principal centre residencial burgès amb l'aportació creativa dels arquitectes modernistes (Antoni Gaudí, Pere Falqués, Josep Puig i Cadafalch, Lluís Domènech i Montaner, Enric Sagnier, Josep Vilaseca, etc.), que van dignificar les construccions existents i van edificar noves cases amb formes ben singulars, com la Casa Milà (la Pedrera), la Casa Batlló o la Casa Amatller, per citar-ne només les més conegudes.
El 1906 l'arquitecte Pere Falqués i Urpí va dissenyar els famosos bancs-fanals de trencadís distribuïts al llarg del passeig, i el 1909 va afegir sis fanals més a la cruïlla amb la Diagonal (aquests sis fanals es van retirar el febrer de 1957 perquè obstruïen el trànsit i ara són a l'avinguda de Gaudí).
Al número 60 hi va tenir la seu el Govern Basc durant la Guerra Civil, i al 132, a la Casa Fuster, hi va viure el poeta Salvador Espriu, que ha donat nom als jardins que hi ha a la part alta del passeig per damunt de la Diagonal, coneguts també com els Jardinets de Gràcia.
El 1974 es va construir un aparcament subterrani tot al llarg del passeig i se'n va modificar la urbanització, fent les voreres més amples a costa de reduir els passejos, que van quedar convertits en lloc per aparcar, amb què els bancs-fanals van quedar aïllats del pas. A la vegada, es van construir a les cantonades uns bancs-jardinera circulars de trencadís, imitant els bancs-fanals, i es van pavimentar les voreres amb lloses hexagonals inspirades en les que havia fet Gaudí per a les cuines de la Pedrera. Aquestes lloses s'han estat substituint recentment per unes altres de més petites que reprodueixen més fidelment el disseny de les originals. Aquests panots van ser dissenyats per Gaudí, i produïts per l'empresa Escofet. És un paviment hidràulic dissenyat pel terra de la Casa Batlló, i que finalment van posar-se al terra de les cuines dels apartaments de la Pedrera. Són hexagonals, monocroms i de temàtica marina. En un conjunt de sis s'hi poden observar un pop, un cargol marí i una estrella de mar.

## Llocs d'interès

### Edificis
| Monument                                                                                 | Protecció  | Estil/època | Localització                                                        | Coordenades                                      | Codi?         | Imatge                                                                                   |
| ---------------------------------------------------------------------------------------- | ---------- | --- | ------------------------------------------------------------------- | ------------------------------------------------ | ------------- | ---------------------------------------------------------------------------------------- |
| Casa Garriga                                                                             | BCIL       | Eclèctic afrancesat Enric Sagnier i Villavecchia arquitecte, Familia Barba Mestre d'Obra. 1909-11                                                                     | Barcelona Pg. Gràcia, 112 - c/ Còrsega, 321 - pl. del Cinc d'Oros   | 41° 23′ 49″ N, 2° 09′ 34″ E / 41.396943,2.159568 | 08019/2579    | Casa Garriga                                                                             |
| Casa Bonaventura Ferrer                                                                  | BCIL       | Pere Falqués 1905-06 | Barcelona Pg. Gràcia, 113 - c/ Riera Sant Miquel, 6                 | 41° 23′ 49″ N, 2° 09′ 30″ E / 41.397049,2.158443 | 08019/2580    | Casa Bonaventura Ferrer                                                                  |
| Casa Fuster                                                                              | BCIL       | Modernista Lluís Domènech i Montaner 1908-11 | Barcelona Pg. Gràcia, 132 - c/ Gràcia, 2-6 - c/ Gran de Gràcia, 2-4 | 41° 23′ 53″ N, 2° 09′ 29″ E / 41.397982,2.158147 | 08019/2581    | Casa Fuster                                                                              |
| Casa Milà, o La Pedrera                                                                  | BCIN 73-MH | Modernisme Antoni Gaudí XX | Barcelona pg. de Gràcia, 92 - c. de Provença, 261-265               | 41° 23′ 43″ N, 2° 09′ 42″ E / 41.39528,2.16167   | RI-51-0003814 | Casa Milà, o La Pedrera                                                                  |
| Casa Batlló                                                                              | BCIN 60-MH | Modernisme Antoni Gaudí XX | Barcelona pg. de Gràcia, 43                                         | 41° 23′ 30″ N, 2° 09′ 54″ E / 41.391667,2.165    | RI-51-0003815 | Casa Batlló                                                                              |
| Casa Amatller                                                                            | BCIN 38-MH | Modernisme Josep Puig i Cadafalch XIX Final | Barcelona pg. de Gràcia, 41                                         | 41° 23′ 30″ N, 2° 09′ 54″ E / 41.391578,2.165060 | RI-51-0004199 | Casa Amatller                                                                            |
| Casa Ramon Casas                                                                         | BCIL       | Modernista amb arrels medievalistes Antoni Rovira i Rabassa, Josep Pascó Mensa 1894; reforma: 1902                                                                    | Barcelona Pg. Gràcia, 96                                            | 41° 23′ 44″ N, 2° 09′ 41″ E / 41.395446,2.161375 | 08019/1529    | Casa Ramon Casas                                                                         |
| Palau Robert (inclou també la Torre Muñoz i els Jardins)                                 | BCIL       | Monumentalista; classicista de postguerra Henry Grandpierre; Joan Martorell i Montells; Raimon Duran Reynals; Carles Solsona i Piña 1898; 1949; 1982-1984; 1987; 1994 | Barcelona Pg. Gràcia, 107                                           | 41° 23′ 46″ N, 2° 09′ 34″ E / 41.396185,2.15937  | 08019/1532    | Palau Robert (inclou també la Torre Muñoz i els Jardins)                                 |
| Casa Pascual i Pons                                                                      | BCIL       | Neogòtic Enric Sagnier i Villavecchia 1890-91; reforma: 1984 | Barcelona Pg. Gràcia, 2-4 - rda. Sant Pere, 1 - c. Casp, 2-4        | 41° 23′ 18″ N, 2° 10′ 13″ E / 41.388375,2.170279 | 08019/1506    | Casa Pascual i Pons                                                                      |
| Cases Rocamora                                                                           | BCIL       | Modernista Joaquim i Bonaventura Bassegoda i Amigó 1914-20 | Barcelona Pg. de Gràcia, 6-14 - Casp, 1                             | 41° 23′ 20″ N, 2° 10′ 10″ E / 41.388880,2.169518 | 08019/1507    | Cases Rocamora                                                                           |
| Palau Marcet (Cinema Comèdia)                                                            | BCIL       | Eclèctic Tiberi Sabater i Carner; reforma: Pere Domènech i Roure 1887; reforma: 1934                                                                                  | Barcelona Pg. Gràcia, 13 - Gran Via Corts Catalanes, 609            | 41° 23′ 22″ N, 2° 10′ 04″ E / 41.389397,2.167697 | 08019/1508    | Palau Marcet (Cinema Comèdia)                                                            |
| Joieria Roca                                                                             | BCIL       | Racionalista Josep Lluís Sert; reforma i ampliació: Marcelo Leonori 1933; reforma: 1964                                                                               | Barcelona Pg. Gràcia, 18 - Gran Via Corts Catalanes, 611            | 41° 23′ 24″ N, 2° 10′ 06″ E / 41.389905,2.168263 | 08019/1509    | Joieria Roca                                                                             |
| Edifici de La Unión y El Fénix Español                                                   | BCIL       | Monumentalista amb influència francesa Eusebi Bona i Puig; Saint Marceau i Frederic Marés 1927-31                                                                     | Barcelona Pg. Gràcia, 21 - c. Diputació, 265-267                    | 41° 23′ 25″ N, 2° 10′ 00″ E / 41.390313,2.166589 | 08019/1510    | Edifici de La Unión y El Fénix Español                                                   |
| Casa Pere Llibre                                                                         | BCIL       | Neomudèjar Domènec Balet i Nadal; Pere Bassegoda i Mateu 1872; darrera dècada del segle XIX; 1950-62; 1993-94                                                         | Barcelona Pg. Gràcia, 24                                            | 41° 23′ 25″ N, 2° 10′ 04″ E / 41.390178,2.167902 | 08019/1511    | Casa Pere Llibre                                                                         |
| Casa Malagrida                                                                           | BCIL       | Modernista Joaquim Codina i Matalí 1905-08 | Barcelona Pg. Gràcia, 27                                            | 41° 23′ 26″ N, 2° 09′ 58″ E / 41.390669,2.166168 | 08019/1513    | Casa Malagrida                                                                           |
| Edifici de la Union des Assurances de París (abans de la Sociedad La Educación Femenina) | BCIL       | Eclèctic Enric Sagnier i Villavecchia 1913 | Barcelona Pg. Gràcia, 33 - c. Consell de Cent, 310                  | 41° 23′ 27″ N, 2° 09′ 57″ E / 41.390920,2.165749 | 08019/1514    | Edifici de la Union des Assurances de París (abans de la Sociedad La Educación Femenina) |
| Casa Lleó Morera                                                                         | BCIL       | Modernista Lluís Domènech i Montaner; Òscar Tusquets; Carles Diaz 1905; 1943; 1988-89                                                                                 | Barcelona Pg. Gràcia, 35                                            | 41° 23′ 29″ N, 2° 09′ 56″ E / 41.391253,2.165462 | 08019/1515    | Casa Lleó Morera                                                                         |
| Casa Mulleras                                                                            | BCIL       | Modernista Enric Sagnier i Villavecchia 1906 | Barcelona Pg. Gràcia, 37                                            | 41° 23′ 29″ N, 2° 09′ 55″ E / 41.391381,2.165301 | 08019/1516    | Casa Mulleras                                                                            |
| Casa Bonet                                                                               | BCIL       | Clàssic Marcel·lià Coquillat i Llofriu, arquitecte; Jaume Brossa i Mascaró, mestre d'obres 1871; 1901; 1915                                                           | Barcelona Pg. Gràcia, 39                                            | 41° 23′ 29″ N, 2° 09′ 55″ E / 41.391482,2.165186 | 08019/1517    | Casa Bonet                                                                               |
| Bar Torino (abans Farmàcia Martí Lledó)                                                  | BCIL       | Modernista 1915, aprox. | Barcelona Pg. Gràcia, 59 - c. València, 272                         | 41° 23′ 34″ N, 2° 09′ 49″ E / 41.392719,2.163569 | 08019/1520    | Bar Torino (abans Farmàcia Martí Lledó)                                                  |
| Casa Olano                                                                               | BCIL       | Eclèctic Tiberi Sabater i Carner 1880-85 | Barcelona Pg. Gràcia, 60                                            | 41° 23′ 34″ N, 2° 09′ 53″ E / 41.392838,2.164682 | 08019/1521    | Casa Olano                                                                               |
| Casa Vídua Marfà                                                                         | BCIL       | Modernista Manuel Comas i Thos 1901-05 | Barcelona Pg. Gràcia, 66 - c. València, 274-276                     | 41° 23′ 36″ N, 2° 09′ 51″ E / 41.393210,2.164293 | 08019/1523    | Casa Vídua Marfà                                                                         |
| Casa Enric Batlló (Hotel Condes de Barcelona)                                            | BCIL       | Esteticista amb elements modernistes Josep Vilaseca i Casanovas 1895-96                                                                                               | Barcelona Pg. Gràcia, 75 - c. Mallorca, 259-263                     | 41° 23′ 38″ N, 2° 09′ 44″ E / 41.393856,2.162230 | 08019/1525    | Casa Enric Batlló (Hotel Condes de Barcelona)                                            |
| Casa Codina                                                                              | BCIL       | Modernista amb arrels medievalistes Antoni Rovira i Rabassa; Josep M. Fargas i E. Tous 1898; 1990-91                                                                  | Barcelona Pg. Gràcia, 94                                            | 41° 23′ 43″ N, 2° 09′ 41″ E / 41.395406,2.161452 | 08019/1528    | Casa Codina                                                                              |

### Fanals
| Monument    | Protecció | Estil/època                                          | Localització         | Coordenades                                      | Codi?      | Imatge      |
| ----------- | --------- | ---------------------------------------------------- | -------------------- | ------------------------------------------------ | ---------- | ----------- |
| Fanals-Banc | BCIL      | Modernista Pere Falqués i Urpí, Manuel Ballarín 1906 | Barcelona Pg. Gràcia | 41° 23′ 25″ N, 2° 10′ 02″ E / 41.390215,2.167155 | 08019/1505 | Fanals-Banc |

### Hotels

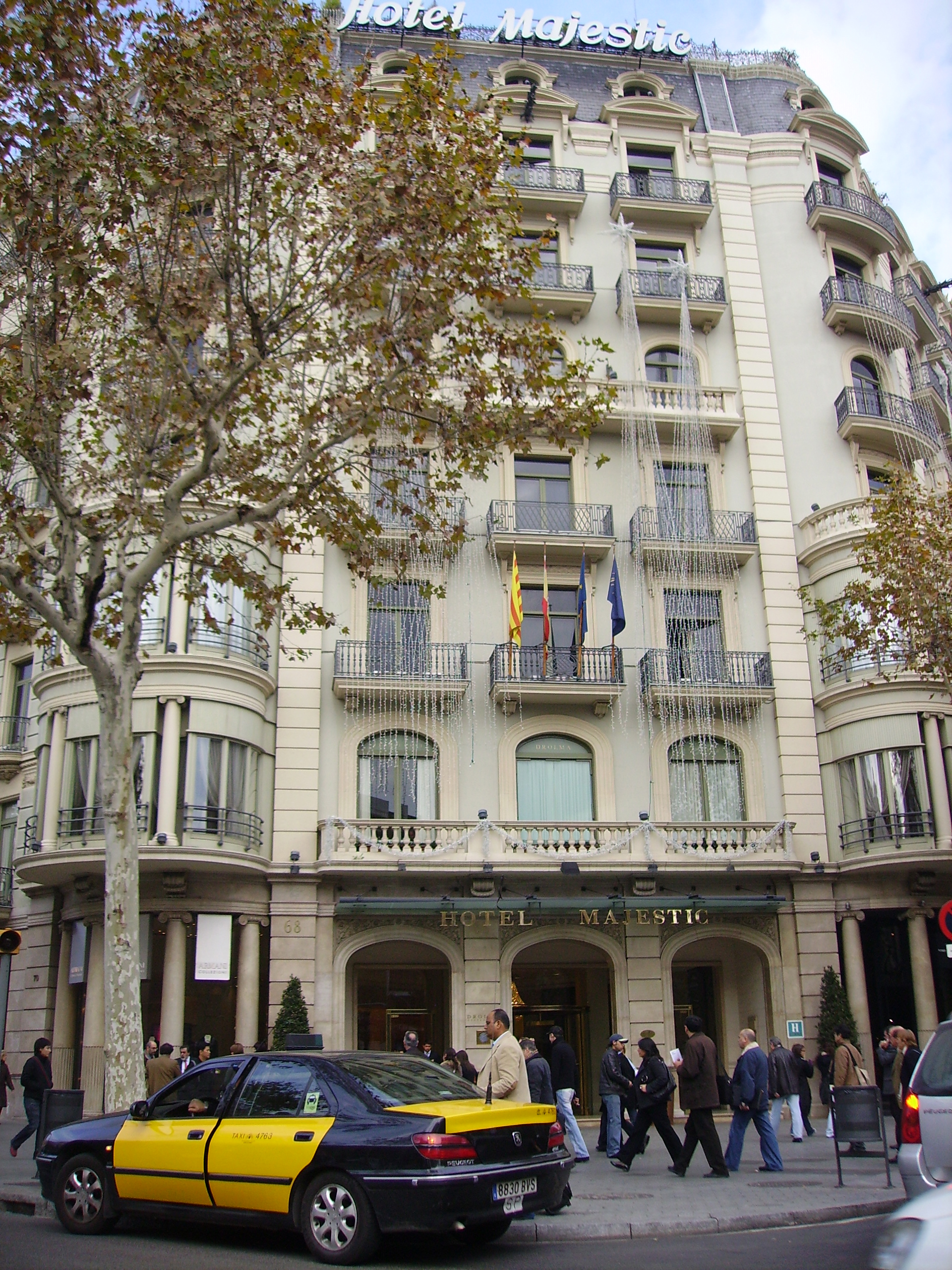
L'Hotel Majestic

- Hotel Casa Fuster  Arxivat 2008-12-16 a Wayback Machine., 5 *
- Hotel Condes de Barcelona  Arxivat 2007-07-02 a Wayback Machine., 4 *
- Hotel Majestic , 5 *
- Hotel Mandarin Oriental , 5 *
- Hotel Prestige [Enllaç no actiu], 4 *

### Cinemes
- Casablanca-Kaplan
- Comèdia

### Botigues de luxe
Al passeig de Gràcia hi són representades marques internacionals i boutiques com Chanel, Gucci, Louis Vuitton, Bvlgari, Armani, Chopard, Roberto Verino, Cartier, Valentino, Hermès, Dolce & Gabbana, Yves Saint-Laurent, Burberry, Ermenegildo Zegna, Lacoste, Tommy Hilfiger, Max Mara, Carolina Herrera o Loewe i la boutique barcelonina Santa Eulàlia entre d'altres.

### Missions diplomàtiques

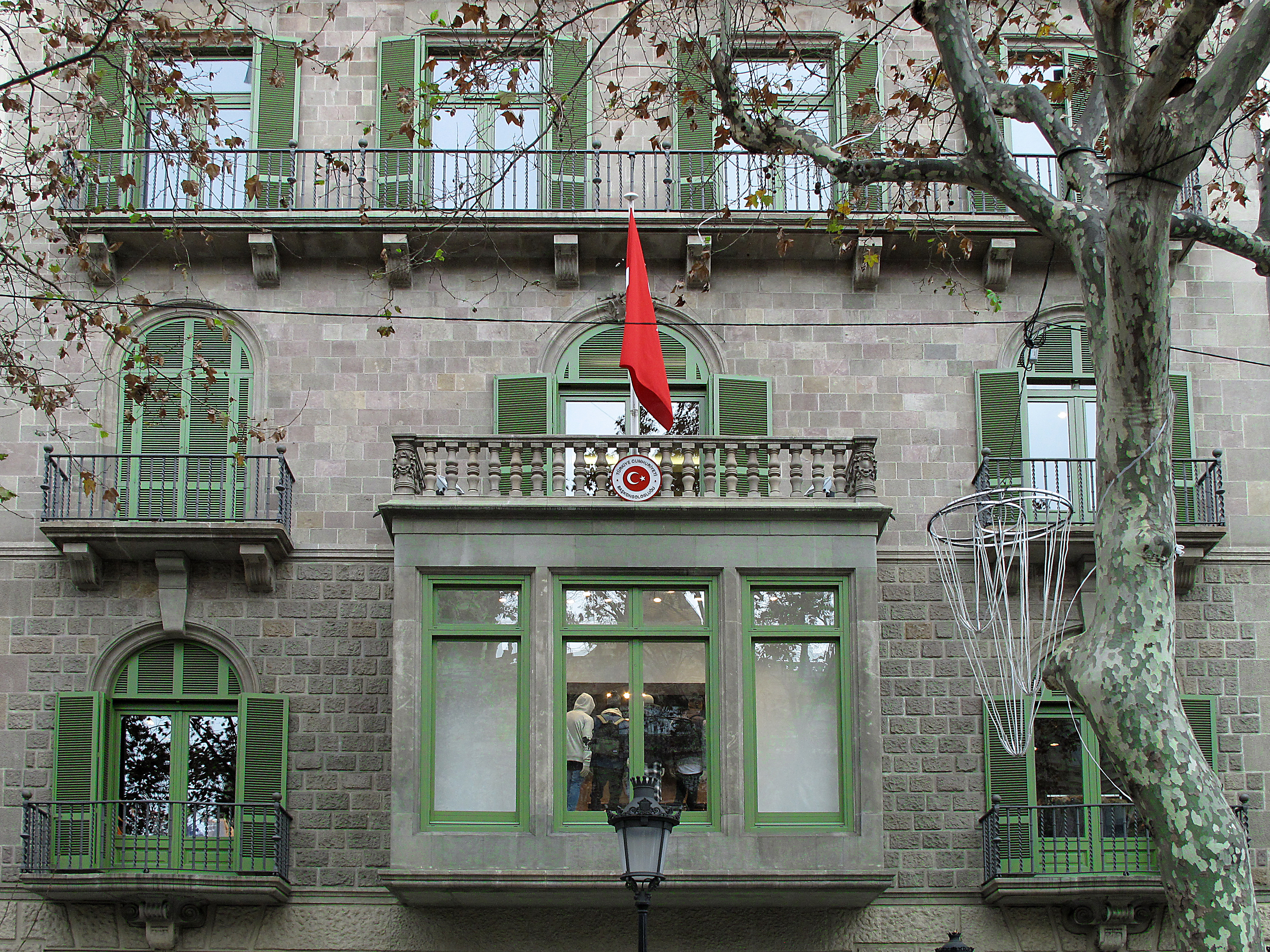
Consolat de Turquia, a la casa Puig Colom

També s'hi poden trobar els consolats de Turquia (núm. 7), Panamà (núm. 20) o Cuba (núm. 34).

## Monuments
- Homenatge al llibre, de Joan Brossa